# Тхаммасак, Санъя
Санъя Тхаммасак (англ. Sanya Dharmasakti, тайск. สัญญา ธรรมศักดิ์; 5 апреля 1907, Тонбури, Бангкок, Королевство Сиам — 6 января 2002, Бангкок) — государственный и политический деятель Таиланда, премьер-министр Таиланда (1973—1975).

## Биография
Родился в бангкокском районе Тонбури самым младшим из трёх детей в семье буддийского учёного, настоятеля буддийского храма Дхаммасарнветвисетпакдее Срисаттайяватта Пхирийяпаха (или Тхондее Тхаммасака).
После колледжа учился 3 года в юридической школе при министерстве юстиции Таиланда, которую окончил в 1928 году с наивысшим баллом и получил стипендию для продолжения образования в Великобритании. В Лондоне учился на протяжении трех лет и был принят в Middle Temple — одно из наиболее престижных сообществ судебных иннов британских барристеров. С 1932 года дипломированный юрист.
Вернувшись в Таиланд, сначала работал в министерстве юстиции, затем в качестве судьи в апелляционном суде, был главным судьей провинции Чиангмай, постоянным секретарём министерства юстиции, потом Верховного суда.
С 1 октября 1963 по 1 октября 1967 года — Председатель Верховного Суда.
С 18 июня 1968 года — декан юридического факультета Университета Таммасат в Бангкоке, профессор. С 1 апреля 1971 по 16 октября 1973 года — ректор этого университета.
В октябре 1973 года после многих лет правления военного диктатора премьер-министра фельдмаршала Танома Киттикачона в стране и, особенно, столице начались массовые волнения, инициированные в основном студентами Университета Таммасат. Король Пумипон Адульядет поздно вечером 14 октября, уже в условиях народного восстания, принял решение отправить Т. Киттикачона в отставку (он немедленно бежал в США), заменив его на С. Тхаммасака (подобное назначение осуществлялось только три раза с момента создания должности премьер-министра в 1932 году). Такое решение было с энтузиазмом и радостью воспринято на улицах.
Самой важной задачей в период правления С. Тхаммасака было составление новой, демократической конституции. Однако в Конституционное собрание представители оппозиции не вошли, а реакционные силы, которые опасались за свои привилегии, оказали большое давление на правительство и Учредительное собрание, что привело в конце ноября 1973 года к общенациональной забастовке. Занимал пост вице-председателя Конституционного собрания.
22 мая 1974 года С. Тхаммасака подал в отставку после того как его проект конституции не был принят. Однако король призвал его остаться на своём посту и повторно переназначил его премьер-министром через пять дней. 
После прошедших в январе 1975 года парламентских выборов 15 февраля 1975 года передал пост Сени Прамоту.
Член Королевского Тайного Совета с 26 марта 1975 года, глава Совета с 5 декабря 1975 по 4 сентября 1998 года (ушёл в отставку по состоянию здоровья).
С 1984 по 1999 год также был президентом Всемирного братства буддистов (общественная структура).
Умер 6 января 2002 года в возрасте 94 лет.
Расположенный в Университете Таммасат Институт демократии посмертно назван в его честь.